# Kings of Metal
Kings of Metal è il sesto album della band statunitense Manowar, ed è considerato come uno degli album più significativi del gruppo. È l'ultimo album con il chitarrista Ross the Boss prima del suo abbandono per tornare alla sua band precedente The Dictators.

## Tracce
1. Wheels of Fire - 4:11
2. Kings of Metal - 3:43
3. Heart of Steel - 5:10
4. Sting of the Bumblebee - 2:45
5. The Crown and the Ring (Lament of the Kings) - 4:46
6. Kingdom Come - 3:55
7. Pleasure Slave - 5:37 *
8. Hail and Kill - 5:54
9. The Warriors Prayer - 4:20
10. Blood of the Kings - 7:30

* Bonus track

## Formazione
- Ross the Boss - chitarra elettrica
- Joey DeMaio - basso elettrico
- Scott Columbus - batteria
- Eric Adams - voce